# William Wallace (fotbalista)
William Wallace (* 23. června 1940, Kirkintilloch) je bývalý skotský fotbalista, útočník. Po skončení aktivní kariéry působil jako trenér.

## Fotbalová kariéra
Začínal v týmu Stenhousemuir FC.
Ve skotské lize hrál za Raith Rovers FC, Heart of Midlothian FC a Celtic FC. V letech 1971-1972 hrál v anglické lize za Crystal Palace FC, nastoupil ve 39 ligových utkáních a dal 4 góly.
Od roku 1972 hrál ve skotské lize za Dumbarton FC. V Poháru mistrů evropských zemí nastoupil ve 26 utkáních a dal 13 gólů, ve Veletržním poháru nastoupil v 11 utkáních a dal 5 gólů a v Interkontinentálním poháru nastoupil ve 3 utkáních. V letech 1967 až 1972 získal s Celtikem 6 mistrovských titulů v řadě a v roce 1967 vítězství v Poháru mistrů evropských zemi. Za reprezentaci Skotska nastoupil v 7 utkáních.

## Ligová bilance
| Ročník                     | Zápasy | Góly | Klub                   |
| -------------------------- | ------ | ---- | ---------------------- |
| 2. skotská liga 1957/1958  | 11     | 2    | Stenhousemuir FC       |
| 2. skotská liga 1958/1959  | 29     | 18   | Stenhousemuir FC       |
| 2. skotská liga 1959/1960  | 10     | 3    | Stenhousemuir FC       |
| 1. skotská liga 1959/1960  | 26     | 12   | Raith Rovers FC        |
| 1. skotská liga 1960/1961  | 30     | 11   | Raith Rovers FC        |
| 1. skotská liga 1961/1962  | 26     | 6    | Heart of Midlothian FC |
| 1. skotská liga 1962/1963  | 34     | 17   | Heart of Midlothian FC |
| 1. skotská liga 1963/1964  | 34     | 22   | Heart of Midlothian FC |
| 1. skotská liga 1964/1965  | 34     | 19   | Heart of Midlothian FC |
| 1. skotská liga 1965/1966  | 34     | 20   | Heart of Midlothian FC |
| 1. skotská liga 1966/1967  | 10     | 4    | Heart of Midlothian FC |
| 1. skotská liga 1966/1967  | 21     | 14   | Celtic FC              |
| 1. skotská liga 1967/1968  | 28     | 21   | Celtic FC              |
| 1. skotská liga 1968/1969  | 30     | 18   | Celtic FC              |
| 1. skotská liga 1969/1970  | 308    | 16   | Celtic FC              |
| 1. skotská liga 1970/1971  | 26     | 19   | Celtic FC              |
| 1. skotská liga 1971/1972  | 4      | 0    | Celtic FC              |
| 1. anglická liga 1971/1972 | 29     | 3    | Crystal Palace FC      |
| 1. anglická liga 1972/1973 | 10     | 1    | Crystal Palace FC      |
| 1. skotská liga 1972/1973  | 26     | 6    | Dumbarton FC           |
| 1. skotská liga 1973/1974  | 32     | 3    | Dumbarton FC           |
| 1. skotská liga 1974/1975  | 26     | 12   | Dumbarton FC           |
| 4. skotská liga 1977/1978  | 3      | 0    | Ross County FC         |
| CELKEM 1. skotská liga     | 455    | 224  |                        |
| CELKEM 1. anglická liga    | 39     | 4    |                        |